# Nestor Calonne
Nestor Calonne, né le 22 juillet 1894 à Hénin-Liétard (Pas-de-Calais) et mort le 31 décembre 1979 à Nice (Alpes-Maritimes), est un homme politique français. Membre du Parti communiste français, il est maire d'Hénin-Liétard (1945-1947), député (1945-1946) et sénateur du Pas-de-Calais (1946-1958).

## Biographie
Mineur à Hénin-Liétard, Nestor Calonne adhère à la Section française de l'Internationale ouvrière (SFIO) en 1911. Il est mobilisé pendant quatre ans durant la Première Guerre mondiale, deux fois blessé, décoré de la croix de guerre. Il reprend son activité professionnelle ensuite.
Partisan de l'adhésion à la IIIe Internationale, il est un des militants communistes les plus actifs de sa région à partir de 1920, à la fois au sein du Parti communiste, mais aussi de la Confédération générale du travail unitaire (CGTU). Licencié pour faits de grève en 1923, il travaille ensuite à Courrières.
Chargé de l'agitprop au sein du PCF local, il est partisan de l'action musclée et se retrouve impliqué dans de nombreuses bagarres.
Élu conseiller municipal d'Hénin-Liétard en 1935, il s'engage dans les brigades internationales en 1937 et ne revient en France qu'à la fin de la guerre d'Espagne.
Il est démis de son mandat en 1940, arrêté puis interné à Roybon puis dans d'autres camps. Il s'évade en janvier 1941 et rejoint le Pas-de-Calais où il participe, aux côtés d'Auguste Lecœur, à l'action clandestine de résistance du Parti communiste. Il est notamment très actif dans la grève patriotique des mineurs de mai-juin 1941. Il devient ensuite un des responsables des Francs-tireurs et partisans (FTP).
A la Libération, il est élu maire d'Hénin-Liétard en 1945, puis devient en 1946 secrétaire du syndicat CGT des mineurs du Pas-de-Calais, tout en siégeant aux deux assemblée constituantes.
Réélu député en novembre 1946, il devient sénateur en décembre et siège au Conseil de la République jusqu'en 1954 puis au Sénat jusqu'en juin 1958.
Dans l'une comme l'autre chambre, il est essentiellement actif sur les questions touchant la situation des mineurs.

## Détail des fonctions et des mandats

### Mandats locaux
- Conseiller municipal d'Hénin-Liétard
- 1945 - 1947 : Maire d'Hénin-Liétard

### Mandats parlementaires
- 21 octobre 1945 - 10 juin 1946 : Député du Pas-de-Calais
- 2 juin 1946 - 27 novembre 1946 : Député du Pas-de-Calais
- 10 novembre 1946 - 23 décembre 1946 : Député du Pas-de-Calais
- 8 juin 1946 - 7 novembre 1948 : Sénateur du Pas-de-Calais
- 7 novembre 1948 - 18 mai 1952 : Sénateur du Pas-de-Calais
- 18 mai 1952 - 8 juin 1958 : Sénateur du Pas-de-Calais